# Carajás (Mine)

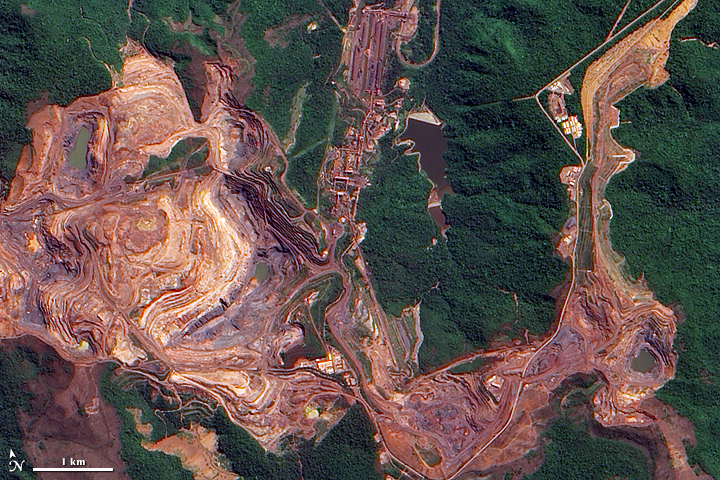
Satellitenaufnahme von Carajás (Juli 2009)

Die Mine Carajás (Projeto Grande Carajás) ist die größte Eisenerzmine der Welt. Sie befindet sich in der Gemeinde Parauapebas im Bundesstaat Pará in den Carajás-Bergen (auch Serra dos Carajás) im Amazonas-Regenwald im Norden Brasiliens.
Der Tagebau soll schätzungsweise 7,2 Milliarden Tonnen Eisenerz sowie Gold, Mangan, Bauxit, Kupfer und Nickel enthalten. Die Mine wird von Vale betrieben und war bis 1977 Teil von US Steel.
„Im Jahr 2008 hatte Vale allein im Munizip Parauapebas Erze im Wert von 3,8 Milliarden US-Dollar gefördert.“
Die Mine wird größtenteils durch Wasserkraft aus dem Tucuruí-Stausee mit Energie versorgt.
Das Eisenerz wird mit der Eisenbahn Estrada de Ferro Carajás über eine Distanz von 892 km zum Seehafen Ponta da Madeira bei São Luís transportiert, von wo aus es in alle Welt verschifft wird.